# Hercostomus blandulus
Hercostomus blandulus är en tvåvingeart som beskrevs av Octave Parent 1932. Hercostomus blandulus ingår i släktet Hercostomus och familjen styltflugor.
Artens utbredningsområde är Taiwan. Inga underarter finns listade i Catalogue of Life.